# جولتين أكين
جولتين أكين (بالتركية: Gülten Akın)‏ (مواليد 23 يناير 1933 في مدينة يوزجات بأسطنبول - 4 نوفمبر 2015). شاعرة تركية، وكاتبة.
ولدت جولتين أكين في عام 1933. وقد أتمت تعليمها بالمرحلة المتوسطة والثانوية في مدرسة اتاتورك الثانوية بالأناضول. وفي عام 1955 فقد تخرجت من كلية الحقوق بجامعة أنقرة. وفي عام 1957 تزوجت بيشار جانك اوتشاك. وأنجبت 5 أطفال منه.
وفي الفترة من 1958-1972 فقد عاشت في أماكن مختلفة في الاناضول وذلك بسبب أعمال زوجها وتنقلاته في أماكن مختلفة. وقد عملت جولتين بالعديد من المهن مثل مساعد محامى، ومهنة محاماة، والتعليم وذلك في كهرمان، وفي العديد من المناطق والمقاطعات الأخرى مثل: جافاش، ألورجا، جيرزه، سراى.
وفي عام 1972 فقد انتقلت إلى أنقرة، وقد عملت في مجمع اللغة التركي، وفي فرع المسح الضوئي بالجمعية. وقد عملت بعضوية المجلس الاستشارى بمنشورات وزارةالثقافة لفترة معينة. وقد أنضمت إلى أعمال إعادة تأسيس المنظمات الجماهيرية الديمقراطية قي العديد من المؤسسات بالدولة. وقد عملت كمديرة، ورئيسة في العديد من المنظمات المختلفة مثل جمعية حقوق الإنسان، المجتمع، منظمات اللغة المختلفة.
وقد نشر أول شعر لها في جريدة آخر خبر عام 1951. وقد ظهرت في العديد من الصحف والمجلات مقل حصار، الوجود، الأصول، المجمع التركي، وملكية. وقد كانت أشعارها تعالج في بدايتها الطبيعة، العشق، الفراق، الأشتياق، وفي اخرها كانت تعالج المشاكل الأجتماعية. وقد عكست في أشعارها الفترة التي عاشها الشعب قبل عام 1980. وبعد ذلك عالجت في أشعارها المشاكل الاجتماعية. وبعدها قامت بتنويع الأهداف والأغراض في أشعارها حيث تحدثت عن معالم المدينة، واثار الشعر المختلط بالحب، واندفاع الناس بالحي، ومشاكل المجتمع والعلاقات بين الشعب والحياة.
وقد استفاد الكثير من عناصر التراث الشعبي في قصائدها. وقد عملت في عام 1983 على جمع كل كتابتها في كتاب واحد باسم (التقاء الشعر والنثر)، وقد قامت بالتعبير عنه بالعديد من الكلمات والمواضيع التي تناولتها مثل (طلب الحصول على الموارد العامة) وقالت فيما يخص ذلك: (الشعر جوهر موجود بالشعوب، ويعمل على تعزيز الارتقاء بين حياة الشعوب، ويساعد على تطوير انماط الحياة المختلفة).
وقد ترجمت قصائدها إلى العديد من اللغات المختلفة بعد ذلك، ولحنت العديد من أشعارها. وقد كانت من إحدى الاشعار التي تم تلحيتها، أغنية قامت بغنائها سيزين آكسو وعرفت باسم (مجنون) في عام 1993.) الملحنة: سيزين آكسو.
وبالأضافة إلى ذلك قد كتبت العديد من القصص والمسرحيات القصيرة.
وقد أختيرت كأفضل شاعرة بعد وفاتها وذلك باستفتاء جريدة القومية الذي اقامته دغلارجا.

## بعضكتبالشعر
- ساعة الرياح (1956)
- شعرى الأسود (1960)
- الضحلة (1964)
- القرنفل الأحمر (1971)
- أسطورة ماراش، أوكيش (1972)
- البكاء والغناء (1976)
- سيران الملحمة (1979)
- التراتيل (1983)
- الحب الدائم (1991)
- هكذا عشت (1995)
- حدائق خلفية هادئة (1998)
- الشاطئ البعيد (2003)

## الأشعارالتي لحنت

### طفلى ينمو
-طفلى ينمو (1987)
-أديب أكبيرام، كمال ساهر جوريل (1988)

### أغنية الفنانة المجنونة
-سيزين أكسو (1993)

### أبيض وأسود (1989)
-سفنيتش أيرتالى

### لا تنسانى
-سيفنتش أيرتالى

## الجوائز

### قد حصلت الفنانة على العديد من الجوائز من بينهم
-1955: جائزة حصولها على المركز الأول في مسابقة الوجود الشعرى
-1964: جائزة الشعر لمجمع اللغة التركى
-1972: جائزة النجاح في مسابقة جوائز الفن ب تي أر تي
-1976: هدية الشعر بالأصول
-1991: جائزة الجاحظ ماثيو
-1992: جازة الأدب لسدات سيمافى فوقى
-1999: جئزة الشعر بالاورنج الذهبى بالبحر الأبيض المتوسط
-2003: جائزة كتاب لحقوق الطبع والنشر
-2008 : جائزة الادب الخاصة لأردال أوز
-2008: جائزة الاقتباس للكلمات في فكى سوز
-2014: جائزة الشعر لمتين ألتوك